# Eduardo Piaggio Soto
Eduardo José Miguel Piaggio Soto (Montevideo, Uruguay, 18 de febrero de 1929 - 11 de marzo de 2006) fue un magistrado uruguayo, quien se desempeñó como Procurador del Estado en lo Contencioso Administrativo entre 1994 y 1999.

## Primeros años
Nació en Montevideo el 18 de febrero de 1929,hijo de Horacio Piaggio y de María Julia Soto.
Cursó estudios en la Facultad de Derecho de la Universidad de la República, donde obtuvo el título de abogado en 1963.

## Juez de Paz en el interior
En marzo de 1965 ingresó a la magistratura como Juez de Paz de la primera sección de Paysandú, con sede en Paysandú.

## Fiscal Letrado en el interior
En enero de 1967 abandonó el Poder Judicial y se incorporó al Ministerio Público al ser nombrado Fiscal Letrado de Paysandú.
En junio de 1973 pasó a cumplir funciones como Fiscal Letrado de Maldonado,y en febrero de 1974 fue nuevamente trasladado a la Fiscalía Letrada de Las Piedras.

## Fiscal Letrado en la capital
En mayo de 1978 fue ascendido a cumplir funciones en Montevideo, inicialmente como Fiscal Letrado Suplente.
En abril de 1979 fue nombrado Fiscal Letrado en lo Civil de Primer Turno.
Permaneció en dicha Fiscalía durante casi quince años.

## Procurador del Estado en lo Contencioso Administrativo
El 23 de marzo de 1994 fue designado Procurador del Estado en lo Contencioso Administrativo,en reemplazo de Mariano Brito que, luego de haber dejado en reserva el cargo en el período en que actuó como Ministro de Defensa Nacional, optó por renunciar a reasumir su función una vez abandonada dicha cartera.
Piaggio permaneció como Procurador durante casi cinco años, cesando en febrero de 1999 al cumplir los 70 años, edad límite para el ejercicio de dicho cargo conforme lo dispuesto por la Constitución, que se remite respecto de las condiciones para ocuparlo a las determinadas para los miembros del Tribunal de lo Contencioso Administrativo, que a su vez se regulan por lo previsto para los integrantes de la Suprema Corte de Justicia.
Fue sucedido en el mismo por Miguel Langón.

## Otras actividades
A partir de 1986 integró una Comisión Nacional Honoraria para la reforma del Código del Proceso Penal, creada por la ley 15.844, que redactó un proyecto de reforma de dicho Código..
Luego de su retiro de la magistratura, en octubre de 1999 fue nombrado miembro de la entonces denominada Junta Asesora en Materia Económico Financiera del Estado, actual Junta de Transparencia y Etica Pública.

## Vida personal. Fallecimiento
Contrajo matrimonio en 1954 con Raquel Haydée Mazzara Repetto,de quien posteriormente enviudó y con quien tuvo ocho hijos,  María, Ana, Lucía, Raquel, Juan, Paula, José Miguel y Mario Piaggio Mazzara. 
Eduardo Piaggio Soto falleció el 11 de marzo de 2006, a los 77 años de edad.